# سیارک ۱۰۲۸۸
سیارک ۱۰۲۸۸ (به انگلیسی: 10288 Saville، نامگذاری:1983WN) ده هزار و دویست و هشتاد و هشتمین سیارک کشف شده‌است که در ۲۸ نوامبر ۱۹۸۳ کشف شد.
قدر مطلق سیارک برابر ۱۴٫۶۰ است.